# Roek Lips
 Roelof Jacob (Roek) Lips (Spijkenisse, 19 november 1961) is een Nederlands journalist, organisatiecoach, schrijver en trainer en was in de periode 2005 tot en met 2014 netcoördinator bij de Nederlandse Publieke Omroep (NPO).

## Loopbaan
Roek Lips begon zijn carrière als freelance theatermaker, auteur, journalist en programmamaker bij verschillende omroepen (IKON, VARA en NOS).
Als programmamaker werkte hij mee aan veel radio- en televisieprogramma's, onder andere Pubertijd (IKON), Dubbellisjes (VARA), Sonja (VARA) en Spijkers met koppen (VARA). Later werd hij eindredacteur televisie bij de NCRV en was hij verantwoordelijk voor de ontwikkeling van De Disneyclub, Willem Wever, Alles Kits, Taxi, Blik op de weg, De Rijdende Rechter, Man bijt hond en andere programma's. In 1995 werd hij manager televisie bij dezelfde omroep. In 2005 werd hij netmanager van Nederland 1 om vervolgens bij de invoering van de nieuwe zenderindeling in 2006 Nederland 3 te gaan aansturen.
Op 28 oktober 2009 nam Lips ondanks veel protest het besluit de dramaserie Onderweg naar Morgen (ONM) stop te zetten. Onder zijn leiding groeide Nederland 3 uit tot een populaire en herkenbare zender met een jong profiel met programma's als De wereld draait door, 3 op reis, Spuiten en Slikken, Over mijn Lijk, Lama's, Penoza en veel andere programma's. Lips was initiator van TVLab, een interactieve week met vernieuwende televisie, dat internationaal door verschillende landen werd geadopteerd.
Eind februari 2014 maakte de NPO bekend dat Roek Lips stopte als netmanager. Tussen hem en de NPO zou verschil van inzicht bestaan 'over de wijze waarop Nederland 3 moet worden aangestuurd'.
In 2015 begon Lips zijn eigen onderneming gericht op het ontwikkelen van creatieve concepten en het ondersteunen van mensen en organisaties in transitie: De Ontwikkelgroep.

## Publicaties
Roek Lips schreef meerdere boeken:
- De dood is gek (1984)
- Godvergeten!? (1987)
- Ben ik in Beeld? (2010)
- Het boek Job (2013)
- Droom en daad (2019)
- Wie kies je om te zijn (2021)
- De wereld dat ben jij (2023)

## Privé
Lips heeft vier kinderen. Zijn 18-jarige zoon Job verdronk op 17 oktober 2011 in San Sebastian. Zijn lichaam werd nooit gevonden.